# Irving Rapper
Irving Rapper (Londres, 16 de enero de 1898 - 20 de diciembre de 1999) fue un director de cine estadounidense, de origen inglés.

## Trayectoria
Nacido en Londres (Inglaterra), Irving Rapper emigró definitivamente a los EE. UU. Allí trabajó como actor y director en Broadway; a la vez que estudiaba en la New York University. 
En 1936, se estableció en Hollywood; allí la Warner le nombró ayudante de director y escritor de diálogos, profesión novedosa, ligada al sonoro. Además de trabajar con muchos actores, asistió en su trabajo a directores cuya lengua nativa no era el inglés como Michael Curtiz, Anatole Litvak o William Dieterle
Rechazó proyectos mediocres, pero pasó en 1941 a ser director de cine él mismo, en esa empresa cinematográfica, con Shining Victory (1941), basada en el relato de A. J. Cronin. De inmediato hizo  Con un pie en el cielo (1941), drama familiar que iba a rodar Litvak; y su prestigio se consolida aún más en 1942: con La extraña pasajera, sobre todo, y  The Gay Sisters (1942); el autor se especializa en el melodrama, siempre bien construido. 
Destaca asimismo su película Engaño (1946). Abandonó la Warner para trabajar en la Columbia unos años, pero volvió a su productora inicial, donde dirigió El zoo de cristal (1950), basada en el drama homónimo de Tennessee Williams. 
Rodó con Bette Davis —amiga y actriz ya consagrada— cuatro veces, en unos momentos críticos para la actriz (La extraña pasajera, 1942; El trigo está verde, 1945; Engaño, 1946, y Veneno para tus labios, 1951, junto con Merrill, pareja en Eva al desnudo). También rodó una vez con Barbara Stanwyck (The Gay Sisters, en 1942) junto con Paulette Goddard o con Natalie Wood; y asimismo con actores de la talla de William Holden, Kirk Douglas y Gene Kelly. 
Siempre fue un gran director de actores.
Un trabajo tardío valioso es  Eternamente mujer, drama con Ginger Rogers, en 1953. Siguió haciendo cine ininterrumpidamente hasta 1959. Pero el sistema de estudios  le obligaría a rodar Ponzio Pilato [1962], en contra de su voluntad. 
Luego, solo hizo un film más, hasta 1970. Vivió 101 años.

## Filmes
- Shining Victory (1941), con James Stephenson y Geraldine Fitzgerald.
- Con un pie en el cielo (1941), con Fredric March, Martha Scott y Beulah Bondi.
- The Gay Sisters (1942), con Barbara Stanwyck, George Brent y Geraldine Fitzgerald.
- La extraña pasajera (Now, Voyager,1942), con Bette Davis, Paul Henreid, Claude Rains y Gladys Cooper.
- Las aventuras de Mark Twain (1944), con Fredric March, Alexis Smith y Donald Crisp.
- Rapsodia en azul (1945), con Robert Alda y Joan Leslie.
- El trigo está verde (1945), con Bette Davis, Nigel Bruce y Rhys Williams.
- Engaño (1946), con Bette Davis, Paul Henreid y Claude Rains.
- The Voice of the Turtle (1947), con Ronald Reagan, Eleanor Parker y Eve Arden.
- Anna Lucasta (1949), con Paulette Goddard, William Bishop y Oskar Homolka.
- El zoo de cristal (1950), con Jane Wyman, Kirk Douglas y Gertrude Lawrence.
- Veneno para tus labios (1951), con Bette Davis, Gary Merrill y Emlyn Williams; rodada en el Reino Unido.
- Eternamente mujer (Forever Female) (1953), con Ginger Rogers, William Holden y Paul Douglas.
- Bad for Each Other (1953), con Charlton Heston, Lizabeth Scott y Dianne Foster.
- El Bravo (1956), con Michel Ray, Rodolfo Hoyos Jr., y Elsa Cárdenas
- Nací para ti (1958), con Gene Kelly, Natalie Wood, Claire Trevor, Ed Wynn.
- Promesa rota (1959), con Carroll Baker, Roger Moore, Walter Slezak, Vittorio Gassman,
- Traidores a su sangre (1962), con Geoffrey Horne, Robert Morley y Belinda Lee; rodada en Italia.
- Poncio Pilatos (1962), con Gian Paolo Callegari, Jean Marais, Jeanne Crain y Basil Rathbone; rodada en Italia.
- La historia de Christine Jorgensen (1970), con John Hansen, Joan Tompkins y Quinn K. Redeker.